# 2719 Suzhou
2719 Suzhou è un asteroide della fascia principale. Scoperto nel 1965, presenta un'orbita caratterizzata da un semiasse maggiore pari a 2,1876602 UA e da un'eccentricità di 0,1234950, inclinata di 0,62301° rispetto all'eclittica.